# Nuevo Poblado el Cipresal
Nuevo Poblado el Cipresal är en ort i Mexiko.   Den ligger i kommunen Motozintla och delstaten Chiapas, i den sydöstra delen av landet, 900 km sydost om huvudstaden Mexico City. Nuevo Poblado el Cipresal ligger 1 677 meter över havet och antalet invånare är 184.
Terrängen runt Nuevo Poblado el Cipresal är bergig åt sydväst, men åt nordost är den kuperad. Terrängen runt Nuevo Poblado el Cipresal sluttar västerut. Runt Nuevo Poblado el Cipresal är det ganska tätbefolkat, med 134 invånare per kvadratkilometer. Närmaste större samhälle är Motozintla de Mendoza, 10,3 km nordost om Nuevo Poblado el Cipresal. I omgivningarna runt Nuevo Poblado el Cipresal växer i huvudsak städsegrön lövskog.